# Водив поїзди машиніст
«Води́в поїзди́ машині́ст»  (рос. «Водил поезда машинист») — український радянський чорно-білий художній фільм 1961 року.

## Сюжет
Російська дівчина Ольга Ручьова, викрадена гітлерівськими окупантами на Захід, працює стрілочницею на полустанку. Повз неї кожен день проходять ешелони з військовополоненими-каторжанами. Ольга знайомиться з машиністом Федором і з його допомогою організовує втечу товаришів по табору. Але план зривається, і втікачів розстрілюють. І лише дивом залишився в живих Федір потрапляє на Батьківщину. А після війни випадок знову зводить його з Ольгою, коли герой з важкими опіками після аварії потрапляє в лікарню …

## У ролях
- Григорій Гай — Федір, Федір Іванович, машиніст
- Людмила Люлько — Ольга, Ручьова Ольга Миколаївна
- Георгій Жжонов — Іван Череда
- Леонід Куравльов — Яша, помічник машиніста
- Володимир Ємельянов — слідчий гестапо
- Анна Дубровіна —  Саня
- Світлана Коновалова — Галя, подруга Ольги
- Зінаїда Сорочинська — Катя
- Здіслав Стомма
- Юрій Горобець — капітан міліції та ін.

## Знімальна група
- Автор сценарію: Іван Бондін
- Режисер-постановник: Віктор Жилін
- Оператор-постановник: Юрій Романовський
- Режисер: М. Бердичевський
- Художники-постановники: Юрій Богатиренко, Анатолій Овсянкін
- Композитор: Андрій Ешпай
- Звукооператор: І. Скіндер
- Художник по костюмах: Зетта Лагутіна
- Художник по гриму: Павло Орленко
- Режисер по монтажу: Надія Яворська
- Комбіновані зйомки: оператор — Юрій Романовський, художник  — І. Пуленко
- Тексти до пісень у фільмі написав російський поет Григорій Поженян
- Вокал, виконання пісні «Машинист»: Євген Кибкало
- Редактор: В. Кулик
- Директори картини: М. Гольдфарб, С. Соловйов, Р. Федина